# Fusibilità
La fusibilità è la proprietà di un materiale di fondere a determinate temperature.
Materiali che presentano maggiore fusibilità possono essere fusi con più facilità durante i processi di colatura negli stampi es. metalli
Essa è influenzata dalla temperatura di fusione del materiale e dal materiale stesso.
È l'attitudine di un materiale ad essere colato allo stato
liquido dentro una forma per ottenere un getto di fusione.
Dipende da 3 fattori: capacità di raggiungere i punti dello stampo , temperatura di fusione e sviluppo di gas.